# Ueberstrass
Ueberstrass (deutsch Überstraß) ist eine französische Gemeinde mit 345 Einwohnern (Stand 1. Januar 2022) im Sundgau im Département Haut-Rhin in der Region Grand Est (bis 2015 Elsass).

## Geographie
Ueberstrass liegt in dem nach Nordwesten gerichteten Talabschnitt der Larg, der charakterisiert wird durch eine Vielzahl von Weihern, teils im Talraum des Flusses, teils in den angrenzenden lösslehmbedeckten Tertiärhügeln und im Bereich der pliozän-altpleistozänen Sundgauschotter. Im Largtal befinden sich zwei Drittel der Sundgauweiher, auf der Gemarkung des Dorfes allein über 20. Die Weiher in natürlichen verlehmten Senken südwestlich des Dorfs bekamen durch Aufstau das heutige Aussehen. Andere Weiher im Tal sind dagegen rein künstlich angelegt.
Ueberstrass liegt an der Sprachgrenze. Das Waldgebiet im Westen der Gemarkung und die dortigen Weiher haben noch deutsche Namen (Oberwald, Metzgerweiher …), jenseits der Suarcine (Gemarkungsgrenze) erscheinen bereits französische Flurnamen (le Banbois, Étang Châtelain …).

## Geschichte
1284 erwähnt als „Überstraße“ (französisch „Sur Estrée“, mundartlich Iwwerstrass oder Chû Estrée), d. h. über der hier verlaufenden Römerstraße von Mörnach nach Dammerkirch (Dannemarie) gelegen. Der Ort gehörte bis 1324 zur Grafschaft Pfirt, dann zu Habsburg und ging im Westfälischen Frieden 1648 mit dem ganzen elsässischen Besitz der Habsburger an die französische Krone. Von 1871 bis 1918 gehörte es zum Reichsland Elsass-Lothringen.
Der Johanniterorden (die Kommende in Friesen) bezog in Ueberstrass den Zehnten.

## Bevölkerungsentwicklung

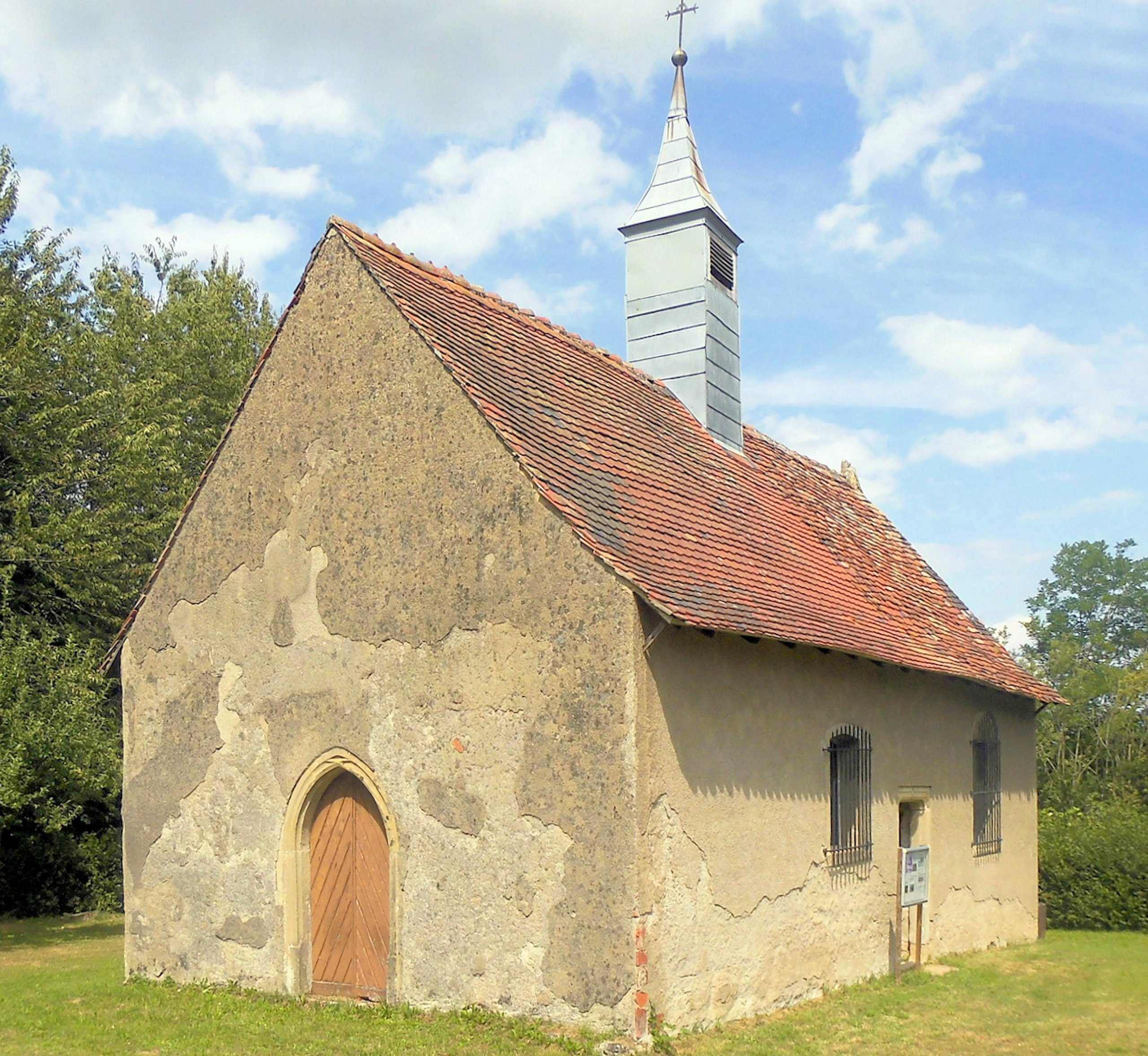
Kapelle Saint-Jean

| Jahr      | 1962 | 1968 | 1975 | 1982 | 1990 | 1999 | 2007 | 2017 |
| --------- | ---- | ---- | ---- | ---- | ---- | ---- | ---- | ---- |
| Einwohner | 265  | 271  | 274  | 285  | 313  | 312  | 348  | 375  |

|  |  |

## Wirtschaft
Wichtige Erwerbszweige sind das Kleingewerbe und die Landwirtschaft. Viele Einheimische arbeiten als Grenzgänger in der Schweiz.

## Bauwerke
Kirche St. Theresia mit dem Jesuskind (Sainte Thérèse de l'Enfant-Jésus), Weihe 1932. Innenraumgestaltung vom Art déco beeinflusst. Im Schiff eine beachtenswerte Holzskulptur Jungfrau mit Kind, um 1500. Aus derselben Zeit ein Haupt des Johannes. Beides aus der Johannes-Kapelle.
Johanneskapelle auf dem Haulenberg. Spätgotischer Kernbestand. Aufgegeben.
Kapelle Unserer Lieben Frau vom Grünenwald (Notre-Dame du Gruenenwald). Der 1705 einen mittelalterlichen Vorgängerbau ersetzende barocke Neubau wurde während der Revolution beschädigt und im Ersten Weltkrieg zerstört. Die jetzige Kapelle wurde erst 1930 errichtet. Seit alters her Wallfahrt zu der bis heute erhaltenen Marienstatue (überm Altar). Der Überlieferung nach soll der erste Kapellenbau auf ein Gelübde des Komturs der Johanniterkommende von Friesen zurückgehen.
Gut erhaltene Fachwerkbauten, darunter einige in der altertümlicheren Geschossbauweise mit hauswandhohen Wandständern und Streben. Diese Bauweise war schon vor dem Dreißigjährigen Krieg gebräuchlich, wurde aber auch noch lange danach beim Wiederaufbau praktiziert. Ein Beispiel ist das Haus Grand Rue 27, bei dem an der Giebelseite auch noch das einst dreiteilige Stubenfenster (jetzt verbaut) zu erkennen ist. Nr. 31 in der Grand Rue ist ein Sonderfall: Giebel- und nördliche Traufseite in der altertümlichen Ständerbauweise, an der südlichen Traufseite dagegen eine Rähmkonstruktion. Reine Rähmbauweise(Stockwerkbauweise)  z. Bsp. bei den Häusern Grand Rue Nr. 21 und 19.